# Transposición de Bamberger
La Transposición de Bamberger es una reacción orgánica en donde se hace reaccionar N-fenilhidroxilaminas con un ácido fuerte en medio acuoso; cuando la transposición se lleva a cabo la transposición se obtienen 4-aminofenoles. Fue descrita por el químico alemán Eugen Bamberger (1857–1932).

La transposición de Bamberger.

Las N-fenilhidroxilaminas son comúnmente preparadas a partir de la hidroxilación oxidativa de nitrobenceno con uso de un catalizador de rodio o zinc.

## Mecanismo
El mecanismo de la transposición de Bamberger procede a partir de la protonación de la N-fenilhidroxilamina 1. De la protonación en el nitrógeno no se obtiene producto 2. De la protonación del oxígeno 3 se puede formar el ion nitrenio por dehidratación, el cual puede entrar en resonancia con el anillo de benceno, haciendo que este reaccione con el agua para formar el 4-aminofenol deseado 5.

El mecanismo de la transposición de Bamberger.